# SOS Villages d'enfants
 (octobre 2016).
SOS Villages d'enfants international (SOS Kinderdorf International) est une association humanitaire internationale apolitique et non confessionnelle créée en Autriche en 1949 dans le but d'« offrir à des frères et sœurs orphelins un cadre de vie familial et l'assurance d'une relation affective et éducative durable avec une mère SOS, jusqu'à leur autonomie. » SOS Villages d'Enfants a été créée en France en 1956, dans le Nord.
L'association  dit être « la plus grande association mondiale dédiée au suivi de long terme des orphelins et des enfants abandonnés » avec, en 2016, 571 villages d'enfants SOS dans 135 pays et territoires. Elle est membre de l'UNESCO et a le statut consultatif au Conseil économique et social de l'ONU.
L'association dit avoir été nommée 14 fois pour le prix Nobel de la paix et avoir reçu en 2002 le Conrad N. Hilton Humanitarian Prize, plus haute récompense mondiale pour l'action humanitaire.

## Histoire
- 1949 : le premier village d'enfants SOS est construit à Imst en Autriche à l'initiative de Hermann Gmeiner.
- 1954 : Gilbert Cotteau fonde l'association Villages d'enfants SOS de France.
- 1956 : Construction du premier village d'enfants SOS en France à Busigny (Nord).
- 1964 : toutes les associations nationales se regroupent au sein de SOS Villages d'enfants international Fédération SOS Kinderdorf International dont le siège est à Innsbrück en Autriche.
- l'association française SOS Villages d'enfants est reconnue d'utilité publique.
- 1979 : création de l'association française pour le développement des Villages d'enfants SOS dans le monde.
- 1979 : création de l'association SOS Villages d'enfants TOGO.
- 1997 : fusion des deux associations « Villages d'enfants SOS de France » et « Villages d'enfants SOS dans le monde » au sein d'une même organisation « SOS Villages d'enfants ».

SOS Villages d'enfants France compte 13 villages d'enfants SOS en France et soutient 44 villages d'enfants SOS dans le monde.
Hermann Gmeiner est président de SOS Villages d'enfants jusqu'en 1985, année où Helmut Kutin lui succède. Helmut Kutin (né en 1941 à Bolzano, en Italie), qui fut l'un des premiers enfants admis par SOS Autriche, a dirigé l'organisation SOS Villages d'enfants International pendant 27 ans, jusqu'en 2012, année où lui succède Siddhartha Kaul (né en 1951 à Pilani, en Inde), actuel président de SOS Villages d'enfants International.

## Fonctionnement
SOS Villages d'enfants accueille, ensemble et selon un mode de vie familial, des frères et sœurs qui ne peuvent pas vivre avec leurs parents.
Les enfants orphelins, abandonnés ou séparés de leurs parents pour raisons familiales graves sont confiés à une mère SOS qui les élève jusqu'à ce qu'ils soient autonomes. L'objectif de l'association est de leur offrir « un cadre affectif et éducatif stable, indispensable à leur développement. Ils grandissent dans une vraie maison qui devient la leur, et où s'organise leur nouvelle vie. Là, ils vivent selon un mode de vie familial. »[réf. nécessaire]
L'ensemble des maisons constitue un village d'enfants SOS, placé sous la responsabilité d'un directeur.
Les enfants sont accompagnés au quotidien et dans la durée jusqu'à leur insertion sociale et professionnelle.

## Actions

### Action internationale

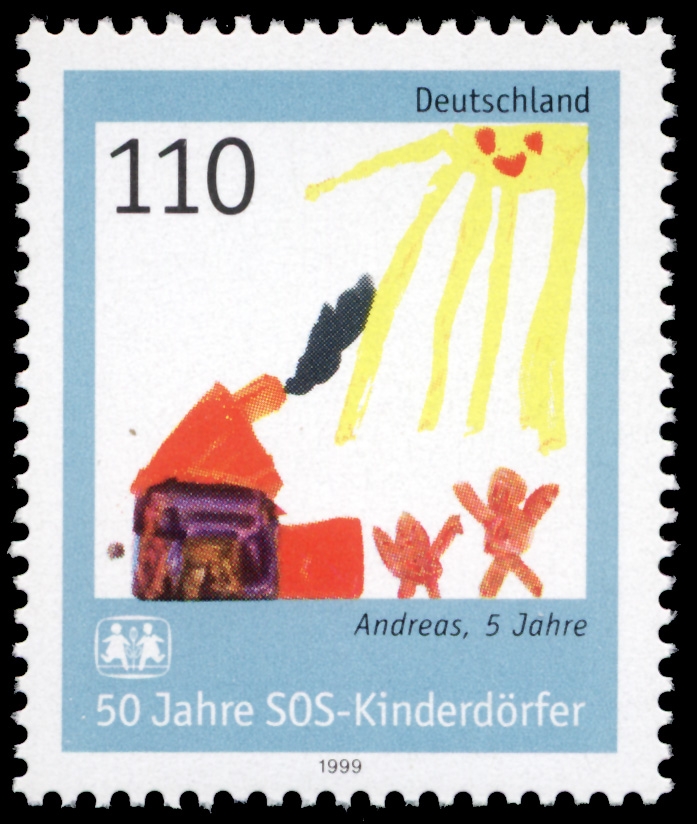
Timbre émis en Allemagne en 1999 à l'occasion du du mouvement

SOS Villages d'enfants France est membre de SOS Villages d'enfants international Fédération SOS Kinderdorf International, présente dans 135 pays à travers 571 villages d'enfants SOS, en 2016.
L'action de SOS Villages d'enfants à travers le monde consiste à prendre en charge des enfants dans les villages d'enfants SOS, mais aussi des jeunes et des adultes dans des structures d'accueil complémentaires (établissements scolaires, centres de formation…), créés à côté des villages d'enfants SOS.
Le bilan de l'action de l'ensemble des associations SOS Villages d'enfants dans le monde est le suivant en janvier 2015:
- Villages d'enfants SOS (SOS Children's Villages) : 571 villages SOS, 80 000 bénéficiaires
- Foyers de jeunes (SOS Youth Facilities) : 740 centres, 18 942 bénéficiaires
- Jardins d'enfants (SOS Kindergardens) : 237 jardins d'enfants, 22 370 bénéficiaires
- Écoles SOS (Hermann Gmeiner Schools) : 183 écoles, 108 196 bénéficiaires
- Centres de formation professionnelle (Vocational Training Centres) : 52 centres, 16 353 bénéficiaires
- Programmes de renforcement de la famille / Centres sociaux (SOS Social Centres) : 731 centres sociaux, 559 000 bénéficiaires
- Centres médicaux (SOS Medical Centres) : 77 centres, 962 000 bénéficiaires, services ponctuels et jours de prise en charge
- Programmes d'aide d'urgence (SOS Emergency Relief Programmes) : 15 programmes, 505 553 bénéficiaires, services ponctuels et jours de prise en charge.

### SOS Villages d'enfants France
SOS Villages d'enfants France agit en France (13 villages SOS où vivent 653 enfants pour 219 fratries en 2017) et dans le monde (49 villages SOS soutenus et une diversité de soutiens financiers en 2017).
Les enfants sont confiés par les services de l'Aide sociale à l'enfance ou par les juges des enfants. Ce sont des enfants ayant souvent une histoire familiale très perturbée : beaucoup sont retirés à leurs parents pour manque de soins, maltraitance,. Ils souffrent de carences éducatives et affectives. L'association affiche pour objectif le fait d'offrir à ces enfants "un nouveau cadre de vie stable et sécurisant dans lequel ils ont la possibilité de se réconcilier avec leur passé et de se reconstruire".

#### SOS Villages d'enfants France, action hors de France
Les enfants accueillis sont les victimes de conditions familiales difficiles mais aussi de la guerre, de la misère, des catastrophes naturelles qui les laissent seuls et exposés au danger : enfants des rues en Amérique latine, enfants orphelins ou abandonnés en Afrique, enfants de réfugiés en Asie, enfants laissés pour compte en Europe centrale.

## Déontologie

### France
- SOS Villages d'enfants est membre depuis 1992 du Comité de la Charte de déontologie des organisations sociales et humanitaires faisant appel à la générosité du public[réf. nécessaire].
- Rapport de l'Inspection générale des affaires sociales. Durant 8 mois, entre avril et novembre 2000, l'Inspection générale des affaires sociales (IGAS) a mené un contrôle sur la manière dont SOS Villages d'enfants gère ses projets en France et dans le monde (voyages à Madagascar et au Vietnam). La mission de l'IGAS consistait à contrôler la conformité des dépenses de l'association et à examiner le fonctionnement de l'association au niveau national et international. En conclusion, le rapport de l'IGAS fait valoir que : « SOS Villages d'enfants, qui s'appuie sur un personnel efficace et convaincu de l'importance de la mission de l'association, développe son action avec cohérence, rigueur et transparence. » L'IGAS atteste que « l'ensemble des activités de SOS Villages d'enfants financées par la générosité du public est conforme à l'objet même de l'association défini dans ses statuts et aux informations données à ses donateurs et à ses différents interlocuteurs »[réf. nécessaire].

## Controverse
En janvier 2018, selon une dénonciation parvenue à l'Agence Fides (organe d'information des Œuvres Pontificales Missionnaires), l'antenne de l'association en Éthiopie est accusée d'avoir laissé 30 enfants être convertis de force à l'islam ; avec un risque important pour 120 autres enfants. Un communiqué de SOS Villages d'Enfants précise le contexte et les actions mises en œuvre.
L'ONG a reconnu en 2022 « un cas d'agression sexuelle » impliquant son équipe de direction au Liberia.

## Parrains et marraines de l'association
En mai 2022, Isabelle Carré devient marraine de l'association. Elle a partagé cette fonction avec l'actrice Anny Duperey qui a occupé cette fonction entre 1993 et 2024. Le partenariat qui liait SOS Villages d'enfants et Anny Duperey a pris fin en raison des propos jugés polémiques de cette dernière en février 2024 à la suite de la dénonciation par Judith Godrèche de l'emprise qu'elle aurait subie adolescente.

### Monde
Les parrains et amis de l'association à travers le monde sont la FIFA, le Dalai Lama, Vincent Kompany, Andriy Shevchenko, Sarah Ferguson, la princesse Salimah Aga Khan, Cher, Mike Holmes, Martin Garrix.

### France
- Anny Duperey
- Laurence Ferrari

### Partenariats
L'association est également en partenariat avec de nombreuses marques comme Capri-Sun (depuis 2016), La vache qui rit, Ikea, Auchan ou encore Procter & Gamble.
Du 18 octobre au 16 décembre 2019, Auchan Supermarché a d'ailleurs mis en vente des peluches "Jules le castor" n'ayant qu'une dent ; symbole de la différence. Une partie des bénéfices a été reversée à SOS Village d'enfants dans l'optique de construire un nouveau village à Besse-sur-Issole dans le Var.